# Marika Namaqa
Marika Namaqa (18 januari 1974) is een voormalige Fijisch voetballer die bij voorkeur als verdediger speelt.
Op 25 september 1998 in de uitwedstrijd tegen Australië maakte Namaqa zijn debuut voor Fiji voetbalelftal. Hij begon in basis en hij speelde hele wedstrijd mee, de wedstrijd ging verloren met 3-1. Hij heeft 6 wedstrijden gespeeld voor zijn nationale ploeg. Hij maakte deel uit van de selectie voor het voetbaltoernooi op Beker van Melanesië in 2000. Fiji won Melanesië Cup voor vijfde keer. 
Namaqa beëindigde zijn voetbalcarrière in 2006.

## Erelijst
| Nationaal           |    |      |
| Beker van Melanesië | 1x | 2000 |